# تضاد
در منطق، دو قضیه را متضاد گویند که صدق هر دو محال ولی کذب آن دو جایز باشد، و آن در صورتی است که موضوع و محمول دو قضیه یکی باشد و هر دو قضیه کلیه باشند، اما یکی موجبۀ کلیه باشد و دیگری سالبۀ کلیه.

## در ادبیات
و اما در ادبیات؛ تضاد از آرایه‌های ادبی است و به معنی آوردن دو کلمه با معنی متضاد است در سخن برای روشنگری، زیبایی و لطافت آن است. از لحاظ دیگر می‌توان گفت به آوردن دو کلمۀ مخالف هم از نظر معنی در یک بیت یا مصراع تضاد می‌گویند. تضاد قدرت تداعی دارد و از این رو سبب تلاش ذهنی می‌شود. تضاد در شعر و نثر به کار می‌رود؛ و خاص ادبیات فارسی نیز نیست. با این حال نمونه‌هایی از تضاد در اشعار فارسی، به ویژه شعر صائب تبریزی و سعدی وجود دارد. بیت زیر از سعدی نمونه‌ای از تضاد در ادب فارسی است:
- مثال:

| بگویم تا بداند دشمن و دوست |  | که من مستی و مستوری ندانم |

در مثال بالا، "دشمن" و "دوست" با هم متضاد هستند.
- مثال:

| محتسب است و شیخ و من صحبت عشق در میان |  | از چه کنم مجابشان پخته یکی و خام دو |

واژه‌های "پخته" و "خام" و "یک" و "دو" با هم متضاد هستند.
- مثال:

| در نومیدی بسی امید است |  | پایان شب سیه سپید است |

واژه‌های "نومیدی" با "امید" و همچنین واژگان "سیه با "سپید" متضاد و مخالف هستند.
- مثال

| به هست و نیست مرنجان ضمیر و خوش میباش |  | که نیستی ست سرانجام هر کمال که هست |

واژه‌های "هست" و "نیست" با هم متضاد هستند.
- مثال

| ز روی دوست دل دشمنان چه دریابد |  | چراغ مرده کجا شمع آفتاب کجا |

واژه‌های "دوست" و "دشمنان" با هم متضاد هستند.
- مثال

| از رخ و زلفت ای صنم روز من است همچو شب |  | وای به روزگار من روز یکی و شام دو |

واژه‌های "روز" و "شب"، "روز" و "شام" و "یک" و "دو" با هم متضاد هستند.